# Négyek bandája
A négyek bandája (kínaiul: szezsen pang (四人帮, Sìrén bāng)) négyfős kínai politikai csoportnak adott név, amely a kulturális forradalom (1966–1976) alatt jutott mind nagyobb politikai hatalomhoz. Tagjai voltak Csiang Csing (Jiang Qing), Mao Ce-tung (Mao Zedong) negyedik felesége, egyben a csoport vezetője; valamint Vang Hung-ven (Wang Hongwen), Jao Ven-jüan (Yao Wenyuan) és Csang Csun-csiao (Zhang Chunqiao). Az elnevezés állítólag Mao Ce-tung (Mao Zedong)tól származik, aki 1974-ben figyelmeztette feleségét, hogy „nehogy a négyek kis frakciójává váljanak”.

## Története
A csoport a kulturális forradalom radikális híve volt, legnagyobb befolyásra 1969-től tettek szert. A hetvenes években a négyek bandájának működése lett a kulturális forradalom mögötti legerősebb hajtóerő. Politikai hatalmuk 1976 elején tetőzött, amikor Csou En-laj (Zhou Enlai) januári halála után elérték, hogy legnagyobb ellenségüket, Teng Hsziao-ping (Deng Xiaoping)et – akinek politikáját kapitalista restaurációként támadták – eltávolították minden tisztségéből. Azonban ekkor sem rendelkeztek teljhatalommal: Csou (Zhou) utódja nem a „banda” egyik tagja, hanem a korábban kevéssé ismert Hua Kuo-feng (Hua Guofeng) lett a miniszterelnöki poszton ügyvezetőként, aki a kulturális forradalom haszonélvezője volt. A négyek szövetségkötés helyett támadást indítottak Hua és a halott Csou (Zhou) ellen, maguk ellen hangolva a tömegeket, ami a gyászolók és a rendőrség közötti összecsapásokban tetőzött.
A csoport legnagyobb ereje a Maóra gyakorolt befolyásuk volt, de ez az erős kapcsolat lett későbbi bukásuk oka is. A párt többi tagja ugyanis féltékenyen figyelte működésüket, valamint megfelelő tömegbázisuk sem volt, hiszen mind Teng (Deng)et, mind Huát támadták. Mao 1976. szeptember 9-én bekövetkezett halála után kísérletet tettek a vezető pozíciók megszerzésére, ám a bázisuknak számító Sanghaj (Shanghai) helyett Pekingben maradtak, ami súlyos hibának bizonyult. Kísérletük nem egészen egy hónap múlva teljesen összeomlott, mikor október 6-án éjszaka a négyeket Hua parancsára letartóztatták.
Az ügyükben 1980 novemberében indult eljárás, amely 1981 januárjában ért véget, és rajtuk kívül a már halott Lin Piaót (Lin Biaót) is jelképesen megvádolták. A négyeket 730 ezer ember üldözésével és 35 ezer ember halálba kergetésével vádolták meg. Csiang (Jiang) azzal védekezett, hogy csak Mao utasításait hajtotta végre. Utóbbi megítélése végül úgy alakult, hogy a tévedésekkel teli késői korszakától megkülönböztették korábbi tevékenységét. Január 25-én hirdettek ítéletet, amiben Csiang (Jiang)ot és Csang (Zhang)ot halálra, Vang (Wang)ot életfogytiglanra, Jaót (Yaót) húsz év; támogatóikat: Csen Po-tá (Chen Bodá)t 18 év, a többi vádlottat 16–18 év börtönre ítélték. A periratokat máig sem hozták nyilvánosságra.
A halálos ítéleteket később életfogytiglanra változtatták, majd idővel mindannyiukat szabadon engedték: Jao Ven-jüan (Yao Wenyuan)t büntetésének letöltése után, a többieket pedig egészségügyi állapotukra való tekintettel. Csiang Csing (Jiang Qing) 1991-ben öngyilkosságot követett el, Vang (Wang) 1992-ben, Csang (Zhang) pedig 2005-ben halt meg kórházban. Jao Ven-jüan (Yao Wenyuan) szabadulása után szülővárosába vonult vissza, és a négyek bandája utolsó tagjaként 2005 decemberében halt meg.